# Bitwa pod Fintą
Bitwa pod Fintą – starcie zbrojne, które miało miejsce dnia 27 maja 1653 r., w trakcie wojny o tron mołdawski (1653). 
Udana walka Semenów podczas bitwy nad rzeką Teleżyną zachęciła hospodara wołoskiego Macieja Basarabę do rozegrania walnej bitwy, bez czekania na pomoc posiłków siedmiogrodzkich. Hospodar dysponował siłami 20  tys. – 30  tys. żołnierzy wołoskich, serbskich, węgierskich i polskich. Dnia 27 maja Maciej Basarab zdecydował się przyjąć bitwę obronną w okolicy Finty (Tîrgoviște) nad rzeką Jałomicą. Obóz wołoski otaczały rzeka z jednej strony i moczary z drugiej, było to więc dogodne miejsce do obrony. Po nadejściu nieprzyjaciela, wojska hospodara ustawiły się w szyku bojowym przed obozem. Wołosi i Semeni stanęli na prawym skrzydle dowodzeni przez Jerzego Stefana, wojska najemne i artyleria stanęła w centrum (Maciej Basarab), na lewym zaś skrzydle stali Polacy i Węgrzy pod wodzą Diicu Buicescu. 
Tymczasem wojska kozacko-mołdawskie Tymofieja Chmielnickiego i Bazylego Lupu po ciężkim i forsownym marszu, bez odpoczynku przystąpiły do walki. Młody Chmielnicki podzielił armię na 3 odrębne części z taborami. Mołdawianie zajęli lewe skrzydło naprzeciwko Semenów i Wołochów. Centrum i prawe skrzydło obsadzili Kozacy. Bitwę rozpoczął atak Mołdawian Bazylego Lupu, który wprowadził też do walki doborowy oddział piechoty niemieckiej w sile 100 ludzi. Po rozproszeniu Semenów, jazda mołdawska zepchnęła prawe skrzydło Wołochów. W tym momencie piechota Macieja Basaraba przypuściła kontratak, zmuszając Mołdawian do odwrotu. Chmielnicki wysłał wówczas do boju siły z centrum, wsparte armatami. Atak na Wołochów spotkał się z silną obroną, Wołosi zostali jednak odepchnięci. W trakcie walki ranę odniósł Basarab, walczył jednak dalej organizując kontratak lewego skrzydła wołoskiego. W wyniku ataku lewej flanki pułk jazdy polskiej rozbił piechotę kozacką, która rzuciła się do ucieczki. Sytuację Chmielnickiemu utrudniła w tym momencie gwałtowna burza, którą wykorzystał hospodar ostrzeliwując z dział zmieszane wojska kozackie. Kozacy rzucili się do ucieczki. Ścigający ich Wołosi wyrżnęli wielu przeciwników. Pozostający tymczasem w taborze Kozacy i Niemcy bronili się jeszcze do wieczora. W nocy po kilkugodzinnej walce, tabor został zdobyty a wszyscy obrońcy z wyjątkiem Tatarów i Mołdawian na służbie Lupu zginęli. W bitwie poległo prawie 7  tys.  Kozaków, a 5  tys. dostało się do niewoli, Wołosi zdobyli też 16 armat. Część jeńców ścięto krótko po bitwie, resztę podarowano wielkiemu wezyrowi w Stambule. Armia kozacko-mołdawska praktycznie przestała istnieć.
Po bitwie pod Fintą, Chmielnicki i Lupu na czele resztek armii zbiegli do Jass. Po nieznacznym wzmocnieniu własnych sił milicją orheiańską dnia 24 czerwca w rejonie wsi Faraoani doszło do potyczki, w której jazda Jerzego Stefana pokonała przeciwnika. Pojmanym jeńcom odcięto nosy i uszy. Dnia 11 lipca 1653 r. armia wołoska przekroczyła Seret i ruszyła w kierunku północno-wschodnim. W tym samym miesiącu Lupu ponownie skoncentrował swoje siły, po czym na czele 4  tys. Kozaków i 11  tys. pospolitego ruszenia ruszył ku wojskom wołoskim. Kolejne starcie miało miejsce dnia 16 lipca 1653 r. w okolicy wsi Sirca. Bitwa zakończyła się porażką wojsk Lupu, a miało w niej polec kilka tysięcy Kozaków. Pobita armia Lupu wycofała się ku Dniestrowi a on sam schronił się w Śmile. 